# سوگاو کامبه
سوگاو کامبه (انگلیسی: Sugao Kambe؛ زادهٔ ۲ اوت ۱۹۶۱) بازیکن فوتبال اهل ژاپن است که در تیم ملی فوتسال ژاپن بازی کرده‌است.